# Ojîdiv, Busk
Ojîdiv (în ucraineană Ожидів) este localitatea de reședință a comunei Ojîdiv din raionul Busk, regiunea Liov, Ucraina.

## Demografie
Componența lingvistică a localității Ojîdiv
     Ucraineană (99,43%)
     Alte limbi (0,38%)
Conform recensământului din 2001, majoritatea populației localității Ojîdiv era vorbitoare de ucraineană (99,43%), existând în minoritate și vorbitori de alte limbi.